# Sevilla Atlético Club
Maillots
Le Sevilla Atlético (autrefois appelé Séville FC B) est un club de football espagnol fondé en 1958. Il constitue l'équipe réserve du Séville FC.

## Histoire
| \| Séville \| Emplacement de Séville, en Espagne. |
| Séville                                           |

Le club passe cinq saisons en Segunda División (deuxième division) : lors de la saison 1962-1963, puis de 2007 à 2009, et enfin de 2016 à 2018. Il obtient son meilleur classement en Segunda División lors de la saison 2007-2008, où il se classe 9e du championnat, avec un total de 56 points, soit 14 victoires, 14 nuls et 14 défaites.
Le club atteint les seizièmes de finale de la Copa del Rey lors de la saison 1962-1963, ce qui constitue sa meilleure performance dans cette compétition.

## Changements de nom
- 1958-1960 : Club Deportivo Puerto
- 1960-1991 : Sevilla Atlético Club
- 1991-1992 : Sevilla Fútbol Club B
- 1992-2006 : Sevilla Fútbol Club, S.A.D. B
- 2006-0000 : Sevilla Atlético

## Bilan saison par saison
| Saison    | Division           | Place | Copa del Rey  |
| --------- | ------------------ | ----- | ------------- |
| 1960-1961 | Tercera División   | 1er   |               |
| 1961-1962 | Tercera División   | 1er   |               |
| 1962-1963 | Segunda División   | 15e   | 16e de finale |
| 1963-1964 | Tercera División   | 7e    |               |
| 1964-1965 | Tercera División   | 5e    |               |
| 1965-1966 | Tercera División   | 2e    |               |
| 1966-1967 | Tercera División   | 3e    |               |
| 1967-1968 | Tercera División   | 2e    |               |
| 1968-1969 | Tercera División   | 5e    |               |
| 1969-1970 | Tercera División   | 5e    | 3e tour       |
| 1970-1971 | Tercera División   | 5e    | 2e tour       |
| 1971-1972 | Tercera División   | 12e   | 2e tour       |
| 1972-1973 | Tercera División   | 20e   | 1er tour      |
| 1973-1974 | Primera Andaluza   | 3e    |               |
| 1974-1975 | Primera Andaluza   | 2e    |               |
| 1975-1976 | Primera Andaluza   | 2e    |               |
| 1976-1977 | Tercera División   | 10e   |               |
| 1977-1978 | Segunda División B | 13e   | 2e tour       |
| 1978-1979 | Segunda División B | 6e    | 1er tour      |
| 1979-1980 | Segunda División B | 18e   | 2e tour       |

| Saison    | Division           | Place | Copa del Rey |
| --------- | ------------------ | ----- | ------------ |
| 1980-1981 | Tercera División   | 1er   |              |
| 1981-1982 | Tercera División   | 3e    | 3e tour      |
| 1982-1983 | Tercera División   | 1er   | 1er tour     |
| 1983-1984 | Tercera División   | 1er   | 1er tour     |
| 1984-1985 | Tercera División   | 3e    | 1er tour     |
| 1985-1986 | Tercera División   | 1er   | 1er tour     |
| 1986-1987 | Tercera División   | 1er   | 1er tour     |
| 1987-1988 | Segunda División B | 12e   | 3e tour      |
| 1988-1989 | Segunda División B | 2e    | 1er tour     |
| 1989-1990 | Segunda División B | 3e    |              |
| 1990-1991 | Segunda División B | 18e   |              |
| 1991-1992 | Tercera División   | 1er   |              |
| 1992-1993 | Segunda División B | 7e    |              |
| 1993-1994 | Segunda División B | 14e   |              |
| 1994-1995 | Segunda División B | 7e    |              |
| 1995-1996 | Segunda División B | 7e    |              |
| 1996-1997 | Segunda División B | 9e    |              |
| 1997-1998 | Segunda División B | 11e   |              |
| 1998-1999 | Segunda División B | 2e    |              |
| 1999-2000 | Segunda División B | 19e   |              |

| Saison    | Division           | Place |
| --------- | ------------------ | ----- |
| 2000-2001 | Tercera División   | 1er   |
| 2001-2002 | Segunda División B | 11e   |
| 2002-2003 | Segunda División B | 10e   |
| 2003-2004 | Segunda División B | 3e    |
| 2004-2005 | Segunda División B | 1er   |
| 2005-2006 | Segunda División B | 3e    |
| 2006-2007 | Segunda División B | 1er   |
| 2007-2008 | Segunda División   | 9e    |
| 2008-2009 | Segunda División   | 22e   |
| 2009-2010 | Segunda División B | 15e   |
| 2010-2011 | Segunda División B | 2e    |
| 2011-2012 | Segunda División B | 10e   |
| 2012-2013 | Segunda División B | 14e   |
| 2013-2014 | Segunda División B | 14e   |
| 2014-2015 | Segunda División B | 14e   |
| 2015-2016 | Segunda División B | 3e    |
| 2016-2017 | Segunda División   | 13e   |
| 2017-2018 | Segunda División   | 22e   |
| 2018-2019 | Segunda División B | 10e   |
| 2019-2020 | Segunda División B | 9e    |

| Saison    | Division              | Place |
| --------- | --------------------- | ----- |
| 2020-2021 | Segunda División B    | 7e    |
| 2021-2022 | Primera División RFEF | 17e   |
| 2022-2023 | Segunda Federación    | 10e   |
| 2023-2024 | Segunda Federación    | 1er   |
| 2024-2025 | Primera Federación    | 8e    |
| 2025-2026 | Primera Federación    |       |

Bilan :
- 5 saisons en Segunda División (D2)
- 43 saisons en Tercera División[1]puis Segunda División B (D3)
- 13 saisons en Primera Andaluza puis Tercera División (D4)

## Joueurs et personnalités du club

### Entraîneurs
Le tableau suivant présente la liste des entraîneurs du club depuis 1953.
| Rang | Nom                | Période   |
| ---- | ------------------ | --------- |
| 1    | ?                  | 1958-1960 |
| 2    | Diego Villalonga   | 1960-1963 |
| 3    | José María Busto   | 1963-1964 |
| 4    | Manolo Doménech    | 1964-1967 |
| 5    | Fernando Guillamón | 1967-1968 |
| 6    | Francisco Antúnez  | 1968-1970 |
| 7    | Fernando Guillamón | 1970-1971 |

| Rang | Nom                | Période   |
| ---- | ------------------ | --------- |
| 8    | Carlos Galbis      | 1971-1972 |
| 9    | Óscar Tosato       | 1972-1975 |
| 10   | Antonio Valero     | 1975-1976 |
| 11   | José Antonio Viera | 1976-1978 |
| 12   | Antonio Valero     | 1978-1980 |
| 13   | Manolo Cardo       | 1980-1981 |
| 14   | Antonio Rincón     | 1982-1984 |

| Rang | Nom                 | Période   |
| ---- | ------------------- | --------- |
| 15   | Tolo Plaza          | 1984-1985 |
| 16   | Juan Corbacho       | 1985-1988 |
| 17   | José Ángel Moreno   | 1988-1994 |
| 18   | Juan Carlos Álvarez | 1994-1996 |
| 19   | Julián Rubio        | 1996-1998 |
| 20   | Juan Carlos Álvarez | 1998-1999 |
| 21   | Ruíz Sosa           | 1999-2000 |

| Rang | Nom             | Période   |
| ---- | --------------- | --------- |
| 22   | Manolo Jiménez  | 2000-2007 |
| 23   | Fermín Galeote  | 2007-2009 |
| 24   | Diego Rodríguez | 2009-2010 |
| 25   | Ramón Tejada    | 2010-2014 |
| 26   | Diego Martínez  | 2014-2017 |
| 27   | Luis Tevenet    | 2017-2018 |
| 28   | Luci            | 2018-2019 |

### Effectif actuel[Quand?]
| N° | Nat.                   | Poste | Nom du joueur                      |
| -- | ---------------------- | ----- | ---------------------------------- |
|    | Drapeau de l'Espagne   | G     | Alfonso Pastor                     |
|    | Drapeau de l'Espagne   | G     | Javi Díaz                          |
|    | Drapeau de la Colombie | G     | Lucho García                       |
|    | Drapeau de l'Espagne   | D     | José Amo                           |
|    | Drapeau de l'Espagne   | D     | Felipe                             |
|    | Drapeau de l'Espagne   | D     | Checa                              |
|    | Drapeau de l'Espagne   | D     | Genaro                             |
|    | Drapeau de l'Espagne   | D     | Juan Berrocal                      |
|    | Drapeau de l'Argentine | D     | Mariano Konyk                      |
|    | Drapeau de l'Espagne   | D     | Javi Pérez                         |
|    | Drapeau de l'Espagne   | D     | Javi Vázquez                       |
|    | Drapeau de l'Argentine | D     | Valentino Fattore                  |
|    | Drapeau de l'Espagne   | D     | Manu Sánchez (en prêt du Cadix CF) |
|    | Drapeau de l'Espagne   | D     | Kike Ríos                          |
|    | Drapeau de l'Uruguay   | M     | Felipe Carballo                    |

| No. | Nat.                  | Position | Nom du joueur                            |
| --- | --------------------- | -------- | ---------------------------------------- |
|     | Drapeau de l'Espagne  | M        | Pepe Mena                                |
|     | Drapeau de l'Espagne  | M        | Diego García                             |
|     | Drapeau de l'Espagne  | M        | Alejandro Viedma                         |
|     | Drapeau de l'Espagne  | M        | Curro                                    |
|     | Drapeau de l'Espagne  | M        | Miguel Ángel Cera                        |
|     | Drapeau de l'Espagne  | M        | Antonio Zarzana                          |
|     | Drapeau de l'Espagne  | M        | Pejiño                                   |
|     | Drapeau de l'Espagne  | M        | Juanpe                                   |
|     | Drapeau de l'Espagne  | A        | Chris Ramos (en prêt du Real Valladolid) |
|     | Drapeau de l'Espagne  | A        | Miguel Martín                            |
|     | Drapeau de l'Espagne  | A        | Buben                                    |
|     | Drapeau de l'Espagne  | A        | José Alonso Lara                         |
|     | Drapeau de l'Espagne  | A        | Bryan Gil                                |
|     | Drapeau de l'Espagne  | A        | Luismi Cruz                              |
|     | Drapeau du Luxembourg | M        | Ryan Johansson                           |

### Joueurs emblématiques
- Diego Perotti
- Lauren
- Ikechi Anya
- Alejandro Alfaro
- Diego Capel
- David Carmona
- Carlos Fernández
- Lolo
- José Matos
- Alberto Moreno
- Jesús Navas
- David Prieto
- Antonio Puerta
- Sergio Ramos
- José Antonio Reyes
- Jonathan Ruiz
- Salva Ballesta
- José Manuel Serrano
- Juan Velasco
- Teemu Pukki
- Ivi